# Ал Силе (Тревизо)
Ал Силе (итал. Al Sile) је насеље у Италији у округу Тревизо, региону Венето.
Према процени из 2011. у насељу је живело 39 становника. Насеље се налази на надморској висини од 18 м.